# Gong Xiaobin
Dans ce nom, le nom de famille, Gong, précède le nom personnel.
Gong Xiaobin, (en chinois : 巩晓彬), né le 23 novembre 1969, à Shandong, en Chine, est un ancien joueur de basket-ball chinois. Il évolue durant sa carrière aux postes d'ailier fort et de pivot.